# Ewagriusz z Antiochii
Ewagriusz z Antiochii (ur. ok. 320, zm. 394) – biskup Antiochii. Do 362 roku był urzędnikiem. Na Zachodzie przebywał do 372 roku, w otoczeniu Euzebiusza z Vercelli oraz w Rzymie, gdzie zaprzyjaźnił się ze św. Hieronimem. W 376 roku, po powrocie na Wschód, przyłączył się do schizmy antiocheńskiej i opowiedział przeciw biskupowi Melecjuszowi, stając po stronie biskupa Paulina.
Przetłumaczył listy papieża Damazego I do Bazylego Wielkiego i Melecjusza. W roku 388 zastąpił Paulina na stolcu biskupim w Antiochii.
Ewagriusz z Antiochii jest autorem tłumaczenia na język łaciński Żywota św. Antoniego napisanego przez Atanazego Wielkiego. Niektórzy badacze uznają Ewagriusza z Antiochii za autora pism przypisywanych Ambrozjasterowi.